# Tom Goodman-Hill
Tom Goodman-Hill (Enfield, 21 maggio 1968) è un attore e doppiatore britannico.

## Biografia
Nato nel 1968 a Enfield, Tom Goodman-Hill è cresciuto nel Northumberland. Ha incominciato a recitare in spettacoli amatoriali al People's Theatre di Newcastle upon Tyne. Ha conseguito la laurea in teatro e inglese all'Università di Warwick. Successivamente, ha lavorato come supplente in una scuola di Coventry, per poi trasferirsi a Londra per intraprendere a tutti gli effetti la carriera di attore. Nel 2003 ha interpretato Sanderson Reed nel film La leggenda degli uomini straordinari di Stephen Norrington. Dal 2005 al 2011 ha preso parte alla serie della BBC Three Ideal. Nel 2014 ha recitato in The Imitation Game di Morten Tyldum, mentre l'anno seguente in Everest, presentato alla 72ª Mostra internazionale d'arte cinematografica di Venezia. Dal 2015 al 2018 ha interpretato Joe nella serie Humans. Nel 2020 ha impersonato Frank Crawley in Rebecca di Ben Wheatley. Nel 2024 è stato candidato al Premio Emmy per il miglior attore non protagonista in una miniserie o film per il ruolo di Darrien O'Connor in Baby Reindeer.

## Vita privata
Tom Goodman-Hill ha sposato il 30 agosto 2015 l'attrice Jessica Raine, incontrata durante la produzione di Earthquakes in London al Royal National Theatre di Londra nel del 2010.

## Filmografia

### Attore

#### Cinema
- Amare per sempre (In Love and War), regia di Richard Attenborough (1996)
- Charlotte Gray, regia di Gillian Armstrong (2001)
- The One & Only - È tutta colpa dell'amore (The One and Only), regia di Simon Cellan Jones (2002)
- La leggenda degli uomini straordinari (The League of Extraordinary Gentlemen), regia di Stephen Norrington(2003)
- Fat Slags, regia di Ed Bye (2004)
- Festival, regia di Annie Griffin (2005)
- Glorious 39, regia di Stephen Poliakoff (2009)
- Chalet Girl, regia di Phil Traill (2011)
- 7 Lives, regia di Paul Wilkins (2011)
- The Imitation Game, regia di Morten Tyldum (2013)
- Down Dog, regia di Andres Dussan (2014)
- Everest, regia di Baltasar Kormákur (2015)
- The Truth Commissioner, regia di Declan Recks (2016)
- The Rizen, regia di Matt Mitchell (2016)
- Quando le mani si sfiorano (Where Hands Touch), regia di Amma Asante (2018)
- Rebecca, regia di Ben Wheatley (2020)
- The War Below, regia di J. P. Watts (2021)
- Homebound, regia di Sebastian Godwin (2021)
- Robin and the Hoods, regia di Phil Hawkins (2024)

#### Televisione
- Coasting - serie TV, episodio 1x01 (1990)
- Licence to Live, regia di Dirk Campbell - film TV (1994)
- No Bananas - miniserie TV, episodio 1x06 (1996)
- Goodnight Sweetheart - serie TV, episodio 6x06 (1999)
- People Like Us - serie TV, episodio 1x03 (1999)
- Jonathan Creek - serie TV, episodio 3x05 (1999)
- Border Cafe - miniserie TV, 8 episodi (2000)
- A Dinner of Herbs - miniserie TV, 4 episodi (2000)
- Barbara - serie TV, episodio 2x08 (2001)
- Murder in Mind - serie TV, episodio 1x05 (2001)
- Heartbeat - serie TV, episodio 11x04 (2001)
- The Lost World - miniserie TV, 2 episodi (2001)
- Combat Sheep, regia di Dominic Brigstocke - film TV (2001)
- Sunday, regia di Charles McDougall - film TV (2002)
- Spooks - serie TV, episodio 1x02 (2002)
- The Office - serie TV, 3 episodi (2002)
- George Orwell: A Life in Pictures, regia di Chris Durlacher - film TV (2003)
- Death in Holy Orders - miniserie TV, 2 episodi (2003)
- The Worst Week of My Life - serie TV, 3 episodi (2004)
- Fungus the Bogeyman - miniserie TV, 3 episodi (2004)
- Kenneth Tynan: In Praise of Hardcore, regia di Chris Durlacher - film TV (2005)
- Kate & Emma - Indagini per due (Murder in Suburbia) - serie TV, episodio 2x01 (2005)
- Beethoven - miniserie TV, episodio 1x03 (2005)
- Gideon's Daughter, regia di Stephen Poliakoff - film TV (2005)
- Spoons - serie TV, 6 episodi (2005)
- Perfect Day, regia di David Richards - film TV (2005)
- Uno zoo in famiglia (My Family and Other Animals), regia di Sheree Folkson - film TV (2005)
- Broken News - miniserie TV, 6 episodi (2005)
- Uncle Max - serie TV, episodio 1x07 (2005)
- Ideal - serie TV, 46 episodi (2005-2011)
- Green Wing - serie TV, episodio 2x05 (2006)
- Fear of Fanny, regia di Coky Giedroyc - film TV (2006)
- Perfect Day: The Millennium, regia di Harry Bradbeer - film TV (2006)
- Io, Jane Austen (Miss Austen Regrets), regia di Jeremy Lovering - film TV (2006)
- After You've Gone - serie TV, episodio 2x09 (2007)
- Never Better - serie TV, 6 episodi (2007)
- Lewis - serie TV, episodio 2x02 (2007)
- Clay, regia di Andrew Gunn - film TV (2008)
- Doctor Who - serie TV, episodio 4x07 (2008)
- L'ispettore Barnaby (Midsomer Murders) - serie TV, episodio 11x05 (2008)
- The Devil's Whore - miniserie TV, 4 episodi (2008)
- Hustle - I signori della truffa (Hustle) - serie TV, episodio 5x06 (2009)
- Moses Jones - miniserie TV, 3 episodi (2009)
- Free Agents - serie TV, 3 episodi (2009)
- The Omid Djalili Show - serie TV, 3 episodi (2009)
- L'ispettore Gently (Inspector George Gently) - serie TV, episodio 2x04 (2009)
- Foyle's War - serie TV, episodio 6x01 (2009)
- Waking the Dead - serie TV, 2 episodi (2011)
- Candy Cabs - serie TV, 3 episodi (2011)
- Case Sensitive - serie TV, 2 episodi (2011)
- Case Histories - serie TV, 2 episodi (2011)
- Doc Martin - serie TV, 2 episodi (2011)
- Black Mirror - serie TV, episodio 1x01 (2011)
- L'amore e la vita - Call the Midwife (Call the Midwife) - serie TV, episodio 1x04 (2011)
- Spy - serie TV, 18 episodi (2011-2012)
- The Hollow Crown - serie TV, episodio 1x01 (2012)
- Dead Boss - miniserie TV, 6 episodi (2012)
- The Thirteenth Tale, regia di James Kent - film TV (2013)
- Mr Selfridge - serie TV, 38 episodi (2013-2016)
- Residue - miniserie TV, 3 episodi (2015)
- Humans - serie TV, 24 episodi (2015-2018)
- H.G. Wells - miniserie TV, episodio 1x03 (2016)
- The Secret Agent - miniserie TV, 3 episodi (2016)
- Drunk History - serie TV, episodio 3x05 (2017)
- Cheat - serie TV, 4 episodi (2019)
- Testimoni silenziosi (Silent Witness) - serie TV, 2 episodi (2020)
- Inside No. 9 - serie TV, episodio 5x04 (2020)
- Housebound - serie TV, episodio 1x05 (2020)
- Soulmates - serie TV, episodio 1x06 (2020)
- Anne - miniserie TV, episodio 1x03 (2022)
- Baby Reindeer - miniserie TV, 2 episodi (2024)

#### Cortometraggi
- Look at Me I'm Beautiful, regia di Paul Gay (2005)
- A Small Good Thing, regia di Jack Laurence (2010)
- The Swarm, regia di Tom Harper (2011)
- Back of the Net, regia di Klara Kaliger (2024)

### Doppiatore
- Hidden & Dangerous 2 - videogioco (2003)
- Harry Potter e il prigioniero di Azkaban (Harry Potter and the Prisoner of Azkaban) - videogioco (2004)
- Wings of War - videogioco (2004)
- Harry Potter e il calice di fuoco (Harry Potter and the Goblet of Fire) - videogioco (2005)
- Shinobido: Way of the Ninja (Shinobidō: Imashime) - videogioco (2005)
- Viking: Battle for Asgard - videogioco (2008)
- Killzone 2 - videogioco (2009)
- The Last Story (Rasuto Sutōrī) - videogioco (2011)
- Killzone 3 - videogioco (2011)
- ZombiU - videogioco (2012)
- Soul Sacrifice - videogioco (2012)
- Ryse: Son of Rome - videogioco (2013)
- The Witcher 3: Wild Hunt (Wiedźmin 3: Dziki Gon) - videogioco (2015)
- Battlefield 1 - videogioco (2016)

## Riconoscimenti
- Premio Emmy
  - 2024 - Candidatura al miglior attore non protagonista in una miniserie o film per Baby Reindeer

## Doppiatori italiani
- Stefano Alessandroni in Baby Reindeer
- Giuliano Bonetto in Everest (film)
- Roberto Certomà in Doctor Who
- Gaetano Varcasia in Black Mirror